# Саламонија (Индијана)
Саламонија (енгл. Salamonia) град је у америчкој савезној држави Индијана.

## Демографија
По попису из 2010. године број становника је 157, што је 1 (-0,6%) становника мање него 2000. године.
|                   | 2010.        | 2000.        |
| Укупно            | 157 (100,0%) | 158 (100,0%) |
| Белци             | 154 (98,09%) | 155 (98,10%) |
| Остали            | 2 (1,274%)   | 1 (0,633%)   |
| Хиспаноамериканци | 1 (0,637%)   | 1 (0,633%)   |
| Афроамериканци    | 0 (0,000%)   | 0 (0,000%)   |
| Азијати           | 0 (0,000%)   | 1 (0,633%)   |